# سيه تك
 سیه‌تك  بالفارسية (روستاى سیه‌تک) قرية صغيرة تتبع البلدة المركزية (بالفارسية: بخش مرکزی شهرستان بندر لنگه) من توابع مدينة لنجة وتقع في محافظة هرمزگان في جنوب إيران. تقع في غرب بلدة دزكان.

## السكان
يبلغ عدد سكان القرية حسب تعداد السكان لعام 2006 للميلاد، (307) نسمه تشكل (70 عائلة) ، من أهل السنة والجماعة وعلى المذهب الشافعي. و يتكلمون الفارسية، لهم عدة مساجد، ومدرسة، وعيادة صحية صغيرة، وبركتان لحفظ مياه الأمطار، وميناء بحري صغير. يقوم السكان بالتجارة وصيد الأسماك والزراعة ، و تربية المواشي والأغنام.